# AFS Racing
AFS Racing é uma equipe de corridas norte-americana comandada por Gary Peterson e sediada em Huntington Beach, na Califórnia.
Disputou a Indy Lights entre 2002 e 2010, tendo como destaques os brasileiros Jaime Câmara e Raphael Matos, os americano J. R. Hildebrand e o colombiano Sebastián Saavedra.
Em 2011, inscreveu-se para disputar a temporada 2011 da IndyCar, tendo apenas Raphael Matos no grid. Após não ter conseguido a vaga para as 500 Milhas de Indianápolis, o brasileiro deixou a categoria. Antes, correu com o francês Franck Montagny e o norte-irlandês Adam Carroll em associação com a Andretti-Green (hoje, Andretti Autosport). Ainda em 2011, juntou-se com a Sam Schmidt Motorsports (rival da AFS na Indy Lights) para o GP do Japão, tendo Hideki Mutoh como piloto, além do inglês Martin Plowman, que disputou 2 provas.
Três anos depois, associou-se com a KV para disputar a temporada de 2014, e Saavedra obteve uma pole-position no GP de Indianápolis.
Em 2016, a AFS chegou a se inscrever novamente para tentar uma vaga na edição 2016 das 500 Milhas, tendo Saavedra como piloto. Entretanto, a equipe desistiu de participar.

## Pilotos
- Raphael Matos (2011)
- Sebastián Saavedra (2012, em associação com a Andretti Autosport; 2014, em associação com a KV)
- Franck Montagny (2009, em associação com a Andretti-Green)
- Hideki Mutoh (2011, em associação com a Sam Schmidt Motorsports)
- Martin Plowman (2011, em associação com Sam Schmidt Motorsports e Kingdom Racing)
- Adam Carroll (2010, em associação com a Andretti-Green)